# IC 1033
IC 1033 ist eine elliptische Galaxie vom Hubble-Typ E4 im Sternbild Bärenhüter am Nordsternhimmel. Sie ist schätzungsweise 367 Millionen Lichtjahre von der Milchstraße entfernt.
Das Objekt wurde am 6. Mai 1888 von Lewis Swift entdeckt.